# William Waller
Pour les articles homonymes, voir Waller.

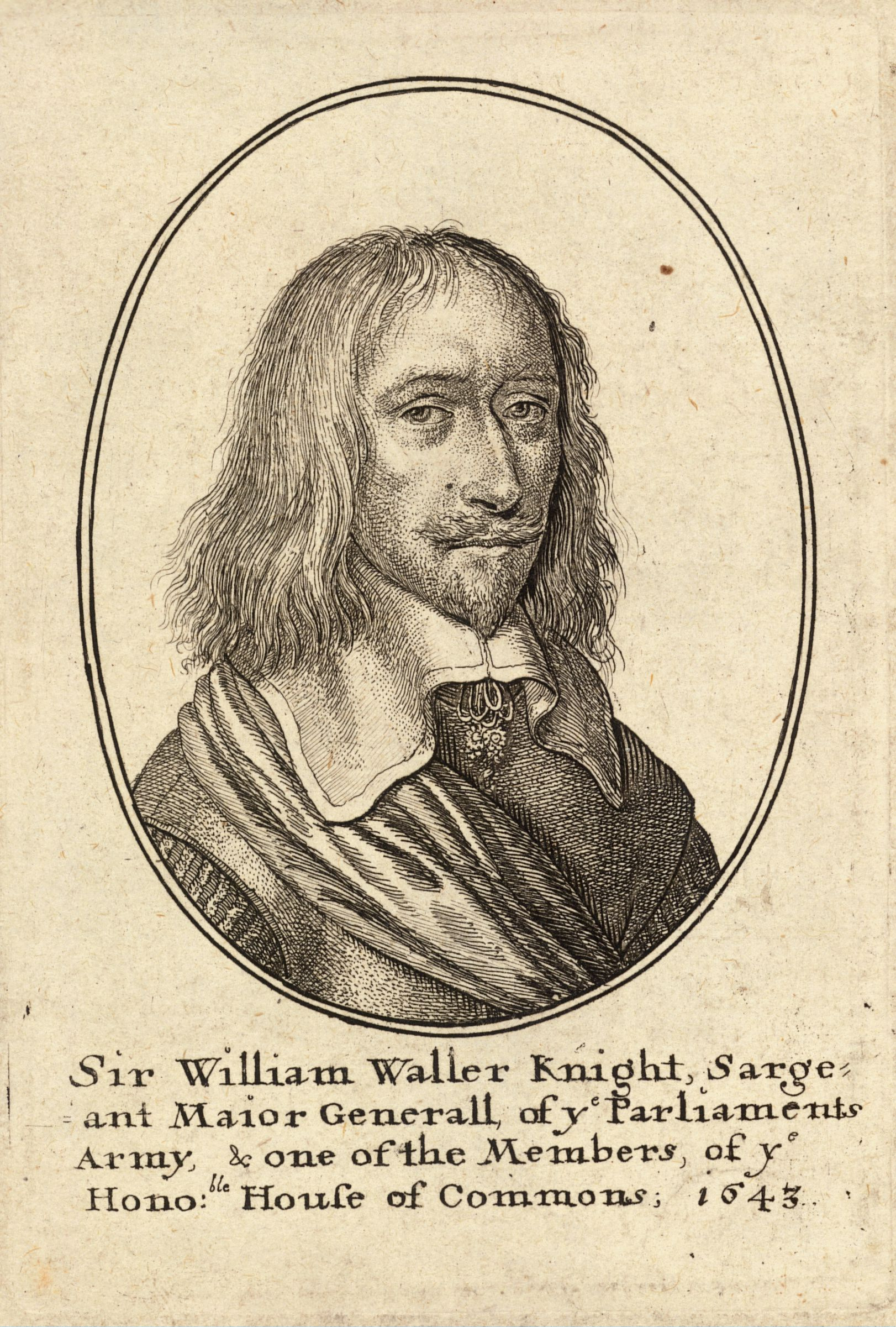
William Waller

Sir William Waller (env. 1597- 1668) était un soldat durant la Première Révolution anglaise. Il a servi l'armée de Venise et durant la guerre de Trente Ans. En 1622, après avoir servi dans une expédition pour le Palatinat, il est fait chevalier.
La suggestion initiale de la création de la New Model Army vient de Waller, qui a écrit au Committee of Both Kingdoms.
À la suite de la Self-denying Ordinance, il est contraint d'abandonner sa carrière militaire, ce qu'il fait de bon gré, puisqu'il avait déjà demandé qu'on le décharge.